# Lví hora
Lví hora (1040 m) je hora v Rychlebských horách na severovýchodní rozsoše Smrku, necelé 3 km severozápadně od Horní Lipové. Zalesněno smrkem, na jižním svahu zbytky bučin. Částečné výhledy východním směrem.

## Přístup
Na Lví horu je nejsnazší přístup z Horní Lipové, buď po zelené turistické značce a dále po žluté hřebenové cestě (6 km) nebo údolím Staříče po modré značce na rozcestí Tři Studánky a dále po zmíněné žluté hřebenovce přes sousední o metr vyšší horu Studený (5 km). Hřebenová cesta vede přímo přes vrchol.